# Zamach na synagogę w Halle (Saale)
Zamach na synagogę w Halle (Saale) – zamach, do którego doszło 9 października 2019 w mieście Halle w Saksonii-Anhalt w Niemczech. Sprawcą był zwolennik skrajnej prawicy, 27-letni Stephan Balliet. W strzelaninach zginęły dwie osoby, a trzy zostały ranne.

## Przebieg
Balliet zaczął strzelać przed synagogą w Halle ok. godz. 12:00 w południe. Napastnik przybył na miejsce zdarzenia z pobliskiego Bennsdorfu, gdzie mieszkał razem z matką. Pierwsze telefony informujące o ataku policja odebrała o godz. 12:03, 3 minuty po rozpoczęciu zamachu. Atak był transmitowany na żywo za pośrednictwem portalu Twitch. Sprawca nagrywał atak za pomocą kamery sportowej przytwierdzonej do jego hełmu. Sprawca próbował wejść do synagogi, ale nie udało mu się to, po czym pojechał do pobliskiego tureckiego baru i zaczął strzelać do znajdujących się tam osób. Po ataku został zatrzymany przez policję, a chwilę wcześniej skończył nagrywać swój zamach.
O 14:40, 2 godziny po zamachu, w mieście zjawiły się zastępy policji i federalne jednostki szybkiego reagowania; sprawca wówczas pozostawał na wolności.

## Sprawca
Sprawcą strzelanin był 27-letni Stephan Balliet, zwolennik skrajnej prawicy. Balliet przed atakiem napisał w internecie krótki manifest, który został określony jako antysemicki. Sprawca nagrywał swój atak na żywo, w podobny sposób jak robił to Brenton Tarrant, który 15 marca 2019 dokonał masakry w dwóch meczetach w Christchurch. Napastnik strzelał z własnoręcznie skonstruowanej broni. W młodym wieku Balliet odbył służbę wojskową, podczas której miał styczność z bronią i umiał się nią dobrze posługiwać. Balliet podczas wstępnej rozprawy miał się zapytać swojego mecenasa w sądzie, czy jest Żydem – ten odpowiedział mu że nie; przyczyny skrajnego antysemityzmu sprawcy nie są znane.
W grudniu 2020 roku sąd w Magdeburgu skazał Stephana Ballieta na dożywotnie więzienie.